# Mundelsheim
Mundelsheim è un comune tedesco di 3 174 abitanti, situato nel land del Baden-Württemberg.